# Montaut (Pirineos Atlánticos)
Montaut es una localidad y comuna francesa situada dentro del departamento de los Pirineos Atlánticos, en la región de Aquitania.

## Geografía
Las tierras de la comuna son bañadas por el Mouscle, afluente del gave de Pau.

### Comunas limítrofes
- Coarraze al norte.
- Saint-Vincent al nordeste.
- Igon al noroeste.
- Lestelle-Bétharram al oeste.
- Saint-Pé-de-Bigorre (Altos Pirineos) al sureste.

## Demografía
| 1896 | 1901 | 1962 | 1968 | 1975 | 1982 | 1990 | 1999 |
| ---- | ---- | ---- | ---- | ---- | ---- | ---- | ---- |
| 1250 | 1250 | 912  | 1034 | 1038 | 1032 | 986  | 967  |